# Aunis

Das historische Wappen von Aunis

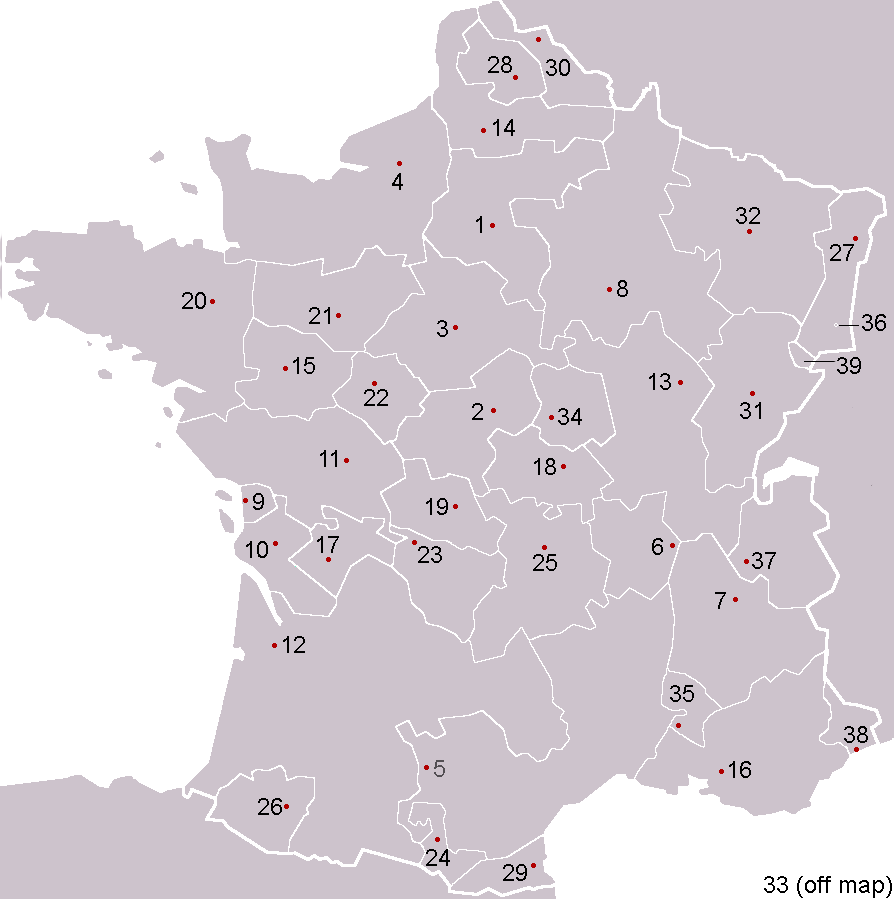
Die historischen Provinzen Frankreichs vor der Französischen Revolution, Nr. 9: Aunis

Aunis (Pays d’Aunis) ist eine historische Provinz des Königreichs Frankreich. Es liegt im Westen des Landes im heutigen Département Charente-Maritime.

## Geografie
Das Pays d’Aunis erstreckte sich vom Marais Poitevin im Norden bis zur Saintonge-Niederung und dem Niortais im Osten sowie dem Rochefortais im Süden. Im Westen grenzte das Aunis an den Atlantik. Sein Hauptort war La Rochelle.

## Geschichte
Bereits in gallorömischer und merowingischer Zeit gab es das Castrum Allionis, ein Festungshügel bei Châtelaillon-Plage – dieser war über die frühmittelalterliche Bezeichnung pagus alnensis wahrscheinlich namengebend für die spätere Provinz. Diese entstand im Jahr 1374 durch einen Erlass Karls V., der die wichtige Hafenstadt La Rochelle eigenständig verwaltet sehen wollte. Die Grenzen der Provinz unterlagen im Lauf der Zeit vielen Veränderungen; zeitweise gehörten auch die Île de Ré, die Hafenstadt Rochefort oder das Gebiet um Saint-Jean-d’Angély dazu.
Am 4. März 1790 wurde, in Anwendung des Gesetzes vom 22. Dezember 1789, aus dem Aunis und Teilen der Saintonge das neue Département Charente-Inférieure gebildet, das am 4. September 1941 in Charente-Maritime umbenannt wurde.

## Wirtschaft
Das Aunis war immer schon vom Fischfang und von der Landwirtschaft bestimmt, doch bereits in der Antike dürften Schiffe an den Küsten des Atlantiks geankert haben. Die Rolle des Seehandels nahm im ausgehenden Mittelalter – vor allem bedingt durch den Weinexport nach England und in andere Gegenden Mittel- und Nordeuropas – mehr und mehr zu.

## Städte
- La Rochelle
- Surgères
- Rochefort